# تنزرت
تنزرت هي جماعة قروية في إقليم تارودانت بجهة سوس ماسة جنوب المغرب. وهي تضم 5902 نسمة، حسب الإحصاء العام للسكان والسكنى لسنة 2014. وتحدها شمالاً جماعة سيدي واعزيز وجماعة إكودار منابها، وجنوباً جماعة الفايض وجماعة لمهارة، وشرقا جماعة ادوكماض.
يبعد مركز الجماعة عن تارودانت بـ 50 كلم، وعن أولاد برحيل بـ 10 كلم.

## دواوير الجماعة
تتكون الجماعة القروية لتنزرت من الدواوير التالية:
- دوار عين أكيدة
- دوار تمزاكت
- دوار تشديرت
- دوار أغبالو
- دوار إيحيا
- دوار أيت بومسعود
- دوار أيت أحمد
- دوار أيت باعمر
- دوار أيت داود
- دوار أمناش (مركز الجماعة)
- دوار أيت صالح
- دوار تكاديرت
- دوار أيت مراش
- دوار بوخرصة

## الثقافة
- مهرجان تنزرت للزيتون.[3]

## الفلاحة
عمل المجلس الجماعي لتنزرت على دعم الفلاحين الصغار عن طريق تنظيمهم في شكل تعاونيات وجمعيات، حيث تم إنجاز مجموعة من المشاريع في هد المجال، كحفر الأبار واقتناء المضخات وتزويد التعاونيات بالطاقة الشمسية وأدوات الري بالتنقيط. كما تم إحدات دار للزيتون وهي خطوة لتثمين منتوج الزيتون ومشتقاته بالمنطقة.

## التعليم
قائمة المؤسسات التعليمية في تنزرت:
- مجموعة مدارس علال بن عبد الله (المركزية: تنزرت / الوحدات: عين أكيدة - أيت داود)
- مجموعة مدارس أيت صالح (المركزية: أيت صالح / الوحدات: أغبالو)
- ثانوية تنزرت

## الدين
تشتهر تنزرت بتنظيم الموسم الديني «الهيلولة» للطائفة اليهودية، وذلك بضريح الحاخام «داوود بن باروخ هاك كوهين». ويقع الضريح على مساحة 18000 كلم مربع تقريبا، محاطا بأسوار علوها أربعة أمتار، ويضم الضريح قبر الحاخام، ومقبرة دفن فيها ما يناهز 140 جثمانا لليهود، إضافة إلى 230 غرفة معدة لإيواء الزوار.